# リストローラー
リストローラー（wrist roller）は、ウエイトトレーニングの種目の一つ。前腕の筋肥大を促し、筋力を高めることができる。専用の器具がなくても、短い棒状のものと丈夫なロープがあれば行える。手関節の屈曲・伸展の動作を、ひとつひとつはきりと行う。巻き上げる速さは重要ではない。

## 具体的動作

### リストローラー
1. プレートをセットしたローラーを両手で持ち、肩幅くらいのスタンスで立つ。腕はまっすぐに、水平に伸ばす。
2. 片側ずつ交互に手首を強く伸展させながら、ロープを巻き上げる。
3. 上まで巻き上げたら、逆の向きでプレートを下ろす。
4. 下ろしたら次に手首を屈曲させる動きで始めとは反対の方向に棒を回し、プレートを巻き上げる。
5. 2~4を繰り返す。